# Rice Krispies Treats

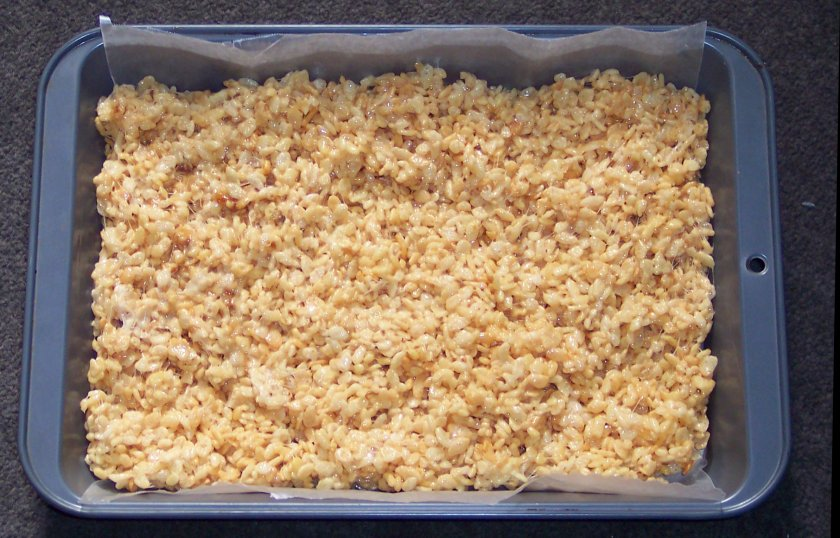
Rice Krispies Treats antes de serem cortados em barras de dose individual

Rice Krispies Treats (também chamados quadrados, barras, bolos Rice Krispies ou Quadrados deMarshmallow) são um doce feito usualmente combinando Rice Krispies da Kellogg's (ou qualquer outro tipo de arroz tufado) com manteiga ou margarina e marshmallows derretidos ou creme de marshmallow. Normalmente feitos em casa, a Kellogg's começou a vender os doces em 1995.

## História e Distribuição
Os Rice Krispies Treats foram inventados em 1939 por Malitta Jensen e Mildred Day na Compania Kellogg , mais especificamente, no departamento de economia da casa como uma angariação de fundos para as Camp Fire Girls. A Kellogg's começou a comercializar doces (simples e de chocolate) sobre os nomes patenteados "Rice Krispies Treats" (nos E.U.A. e México), "Squares" (no Canadá e Reino Unido) e "LCMs" (na Austrália e Nova Zelândia) em 1995; no entanto, outros fabricantes já ofereciam produtos semelhantes com nomes derivados do original(como "Crisped Rice Treats" ou "Marshmallow Treats"). Kellogg's também dispõe de um cereal de pequeno-almoço relacionado com o tema.

## Variações
O agente ligante no doce tem muitas variações, como a substituição de caramelo por marshmallows, a adição de leite condensado ou o completamente alternativo uso de variados xaropes de milho. Várias vezes é visto a utilização de outro tipo de cereais, assim como a adição de outros ingredientes (como os doces ou nozes). Como permitem uma fácil customização, são uma escolha bastante popular para celebrações e festas temáticas nos E.U.A. , Canadá, Austrália e Nova Zelândia.